# 客家藍衫

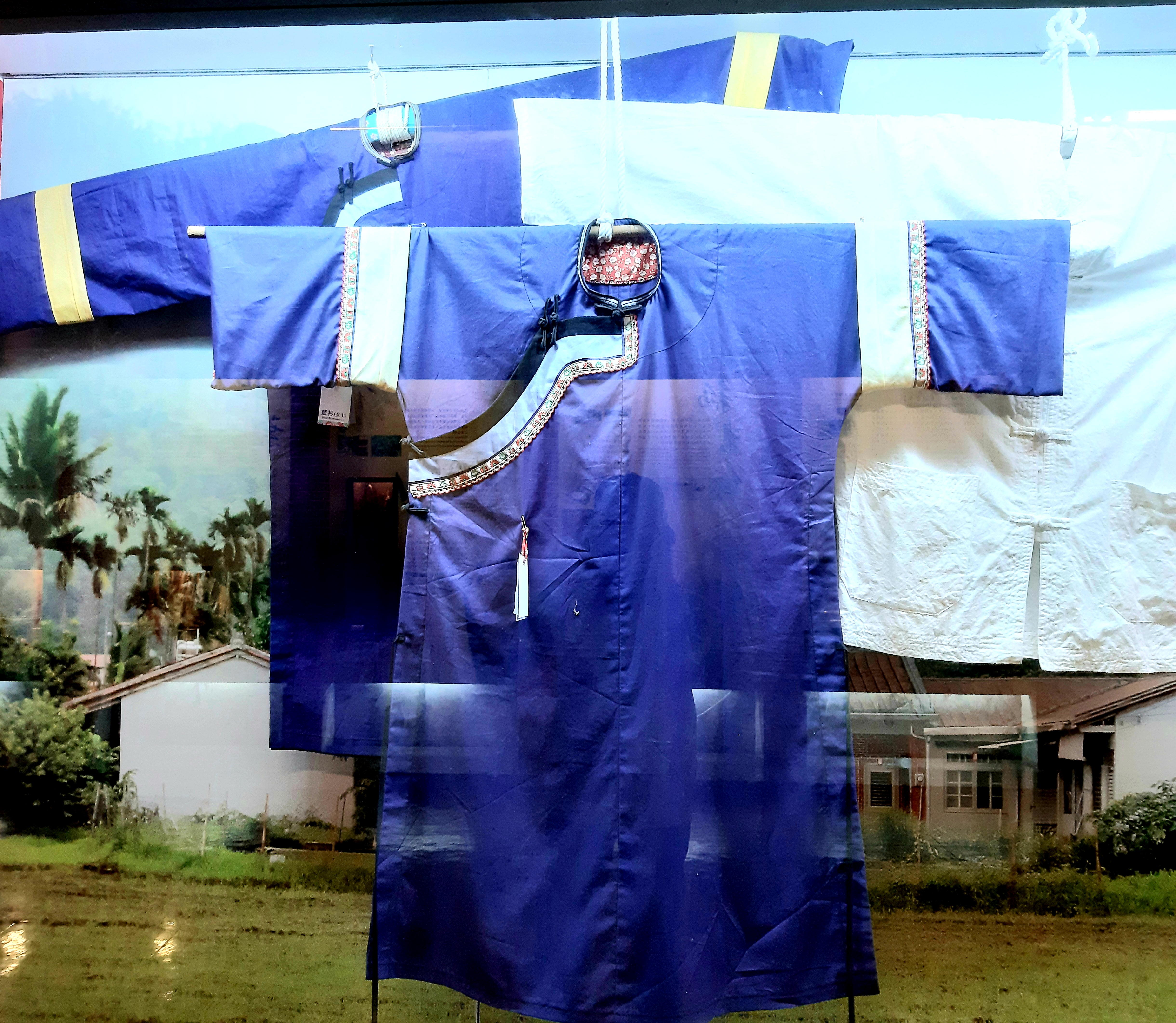
展示於美濃客家文物館之客家藍衫。

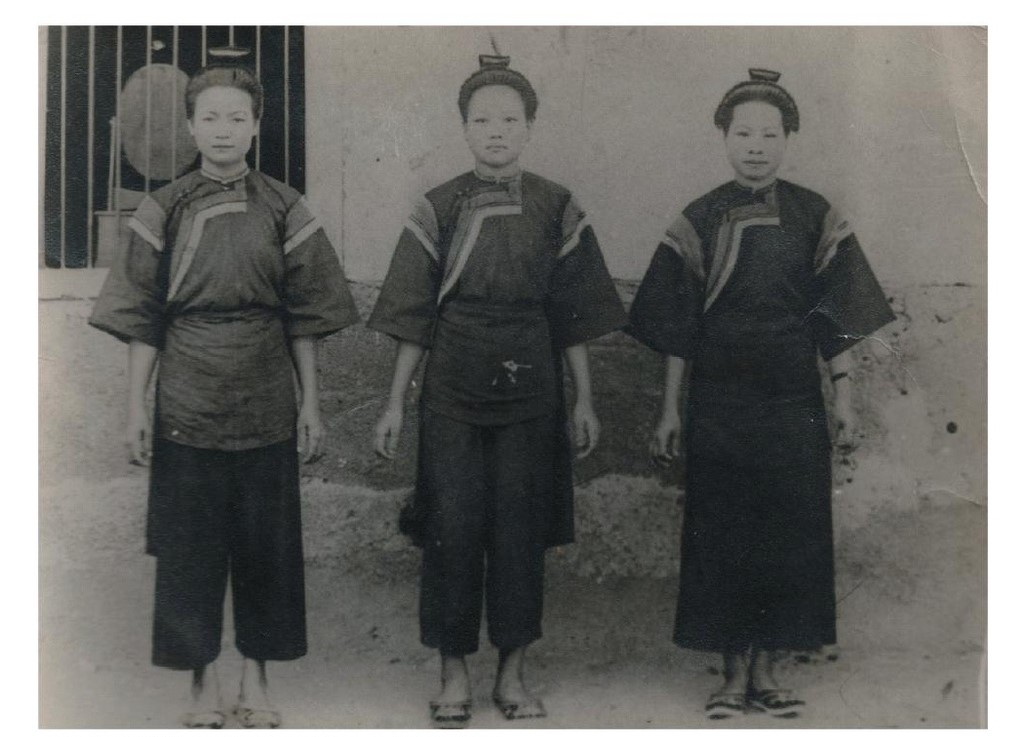
早期在大路關地區著客家藍衫的女性。

客家藍衫（四縣客語：lamˇsamˊ / namˇsamˊ  ）是一種源自臺灣六堆客家族群之傳統文化的女性上衣。 這種服飾可能形成於臺灣清領時期，並起源自六堆客家族群祖居地之文化。

## 特色

### 經濟性
所用布料耐洗、耐穿。染料以臺灣丘陵地區常見植物大菁等為主要染劑。 隱蔽處以粗布剪接技法製作。

### 便利性
結構簡單、富機能性，便於操作勞動用途。 大襟上直扣之配置止於腰線以上，便於母乳哺育。工作時可將前身摺短塞於腰帶。寬大且翻摺之袖口，和貫通之腰帶，可用以放置物品。

### 長久性
適用於六堆等地區之各種氣候溫度條件，也適用於各人生階段。

## 外部連結
- 藍棉質大襟客家女衫 - 開放博物館 （页面存档备份，存于）
- 客庄主題文章- 客家藍衫 - 數位臺灣客家庄 - 客家委員會
- 客家藍衫- YouTube （页面存档备份，存于）